# V Jump
V Jump (jap. Vジャンプ) ist ein japanisches Manga-Magazin, das sich an männliche Jugendliche richtet und daher zur Shōnen-Kategorie gezählt wird. Es gehört zur Magazin-Familie um das Shūkan Shōnen Jump, wobei sich das V Jump speziell an die Videospielszene richtet und auch Artikel zu Spielen enthält. Es erscheint seit 1993 monatlich beim Verlag Shūeisha. Im Jahr 2018 lag die Auflage bei 180.000 Exemplaren. Nachdem das Magazin 2004 noch eine Auflage von etwa 150.000 hatte, erreichte es 2010 mit über 390.000 Exemplaren seine höchste Auflage.

## Serien (Auswahl)
- Digimon Fusion von Yūki Nakashima
- Digimon V-Tamer von Hiroshi Izawa und Tenya Yabuno
- Dragon Ball: Episode of Bardock von Akira Toriyama und Naho Ōishi
- Dragon Ball Super von Akira Toriyama und Toyotarō
- Gaist Crusher von Yasuki Tanaka
- Gaist Crusher First von Yasuki Tanaka
- Go! Go! Ackman von Akira Toriyama
- Haō Taikei Ryū Knight von Takehiko Itō
- Jikū Bōken Nūmamonjā von Hiroshi Izawa und Akihiro Kikuchi
- Shadow Lady von Masakazu Katsura
- Yu-Gi-Oh! 5D’s von Masahiro Hikokubo und Masashi Sato
- Yu-Gi-Oh! ARC-V von Shin Yoshida und Naohito Miyoshi
- Yu-Gi-Oh! GX von Naoyuki Kageyama
- Yu-Gi-Oh R von Akira Itō
- Yu-Gi-Oh! Zexal von Shin Yoshida und Naohito Miyoshi